# Кастродеса
Кастродеса (ісп. Castrodeza) — муніципалітет в Іспанії, у складі автономної спільноти Кастилія-і-Леон, у провінції Вальядолід. Населення — 182 особи (2010).
Муніципалітет розташований на відстані близько 170 км на північний захід від Мадрида, 18 км на захід від Вальядоліда.

## Демографія
Динаміка населення (INE ):